# Dubrawka mazowiecka
Dubrawka (Helena?) (ur. ok. 1230, zm. 1265) – księżniczka mazowiecka, księżna włodzimierska z dynastii Piastów.
Była córką księcia mazowieckiego Konrada I i księżniczki nowogrodzkiej Agafii, córki księcia Świętosława Igorewica, władającego Nowogrodem Siewierskim, a pod koniec życia także Przemyślem. Jej imię nawiązywało do Dobrawy, żony Mieszka I.   
Najpózniej na przełomie 1246/1247 r. została drugą żoną Wasylka, księcia włodzimierskiego, co potwierdza bulla papieska z 5 grudnia 1247, w której Innocenty IV uznał za ważny ich związek, mimo iż strony były spokrewnione w trzecim stopniu (oboje byli prawnukami księcia Bolesława III Krzywoustego).
Małżonkowie doczekali się dwójki dzieci: syna Włodzimierza Iwana i córki Olgi, żony Andrzeja, księcia czernihowskiego.
Latopis Hipacki pod rokiem 6773 (1265 r.) podaje wiadomość o śmierci żony Wasylka, nazywając ją Heleną. 